# Mimusops sambiranensis
Mimusops sambiranensis är en tvåhjärtbladig växtart som beskrevs av Aubrev. Mimusops sambiranensis ingår i släktet Mimusops och familjen Sapotaceae. Inga underarter finns listade i Catalogue of Life.